# Conches-i Vilmos
Conches-i Vilmos (latinul: Guilelmus de Conchis, franciául: Guillaume de Conches), (1080 körül – 1154 körül) latin nyelven író középkori francia filozófus és természettudós.
A normandiai Conches-ből származott, Chartres-ban tanult Chartres-i Bernátnál, majd ebben a városban élte le az életét tanárként. Filozófiai és tudományos enciklopédiát készített Philosophia mundi címmel, a természetes szubsztanciákat magyarázta a Dragmaticon Philosophiae című dialógusban, glosszákat írt Platón Timaioszához és Boethius Consolatio Philosophiaejához. Erkölcstannal a Moralium dogma philosophorumban foglalkozott.
Vilmos tanítása szerint a szabad művészetek triviumának három része (grammatika, retorika, dialektika)  alakítja ki az ékesszólást, vagyis annak a tudományát, hogy az ember képes legyen kifejezni ismereteit. A quadrivium részei (aritmetika, zene, geometria, asztronómia) viszont a bölcsességhez, vagy „a valóság igazi ismeretéhez” tartozik. A bölcsesség viszont ennél szélesebb körű; Vilmos szerint elsősorban a quadrivium matematikájából, fizikából, és teológiából áll. Vilmos úgy véli, hogy a valóság megismerése az ember szellemi műve, ezen belül az ész tárgya a testi, az értelem tárgya a testetlen. A világban uralkodó ellentétes elemek közti rend tapasztalása arra vezeti a filozófust, hogy egy rendező bölcsességének kellett létrehoznia a természetet. Vilmos (és mestere, Chartres-i Bernát) véleménye az, hogy Platón Timaiosza annak a módnak a leírása, ahogyan Isten teremtette a világot.